# Francisco Guinea
Francisco José Guinea López (Madrid, enero de 1953) es un físico español en el área de la física de la materia condensada.

## Biografía
Licenciado en Física por la Universidad Complutense de Madrid en 1975, se doctoró en la Universidad Autónoma de Madrid en 1980. Es profesor de investigación en el Instituto de Ciencia de Materiales de Madrid del Consejo Superior de Investigaciones Científicas (CSIC) y, desde 2019, también en el Donostia International Physics Center. Ha sido profesor visitante de las Universidades de California en San Diego, de Míchigan y de Boston. Además, fue editor asociado de la revista Physical Review Letters de la Sociedad Americana de Física.
Francisco Guinea ha publicado más de 400 artículos en revistas internacionales de prestigio y ha colaborado de manera prolongada con los premios Nobel de Física de 2010, Andre Geim y Konstantin Novoselov. Sus investigaciones se desarrollan en especial en las propiedades del grafeno.

## Distinciones
En 2011 fue galardonado con el Premio Nacional de Investigación Blas Cabrera en el área de Ciencias Físicas, de los Materiales y de la Tierra «por sus méritos extraordinariamente relevantes en el campo de la Física de la Materia Condensada y la Física Estadística, en particular en el estudio de los sistemas fuertemente correlacionados y la estructura electrónica y propiedades del grafeno».
En 2013 se le concedió la Medalla de Oro de la Real Sociedad Española de Física.
En 2017 fue elegido como foreign associate de la National Academy of Sciences.
En 2020 recibió la medalla Echegaray de la Real Academia de Ciencias Exactas, Físicas y Naturales.